# 旅打ち!我らパチンコ漂流隊
旅打ち!我らパチンコ漂流隊（たびうち われらパチンコひょうりゅうたい）は、2007年11月から2008年4月まで旅チャンネルで放送された紀行番組である。

## 概要
パチンコが趣味という元チェッカーズの鶴久政治と元巨人の橋本清の2人が、大阪から東京までを自ら運転する車で旅打ちをしていく。
各地の名所観光や特産物を堪能しつつパチンコを楽しむのだが、「当初与えられた10万円の資金で全ての費用を賄う」「追加資金の調達手段はパチンコのみ」というルール。しかし実際には道中の負けが込み東京到着前に資金が枯渇寸前になったため、番組のおごりで晩飯をごちそうになったり、最終回ではゲストの守山アニキに資金を借りたりしており、ルールは一部破られている。
現在、再放送はMONDO TVで行われている。

## 出演者
- 鶴久政治
- 橋本清
- 守山アニキ

## DVD
- 旅打ち!我らパチンコ漂流隊 出発編 （2008年10月24日、ジェネオン・エンタテインメント）
- 旅打ち!我らパチンコ漂流隊 勝負編 （2008年10月24日、ジェネオン・エンタテインメント）
- 旅打ち!我らパチンコ漂流隊 どうなる編 （2008年10月24日、ジェネオン・エンタテインメント）